# Bacio di Giuda (Vangelo)

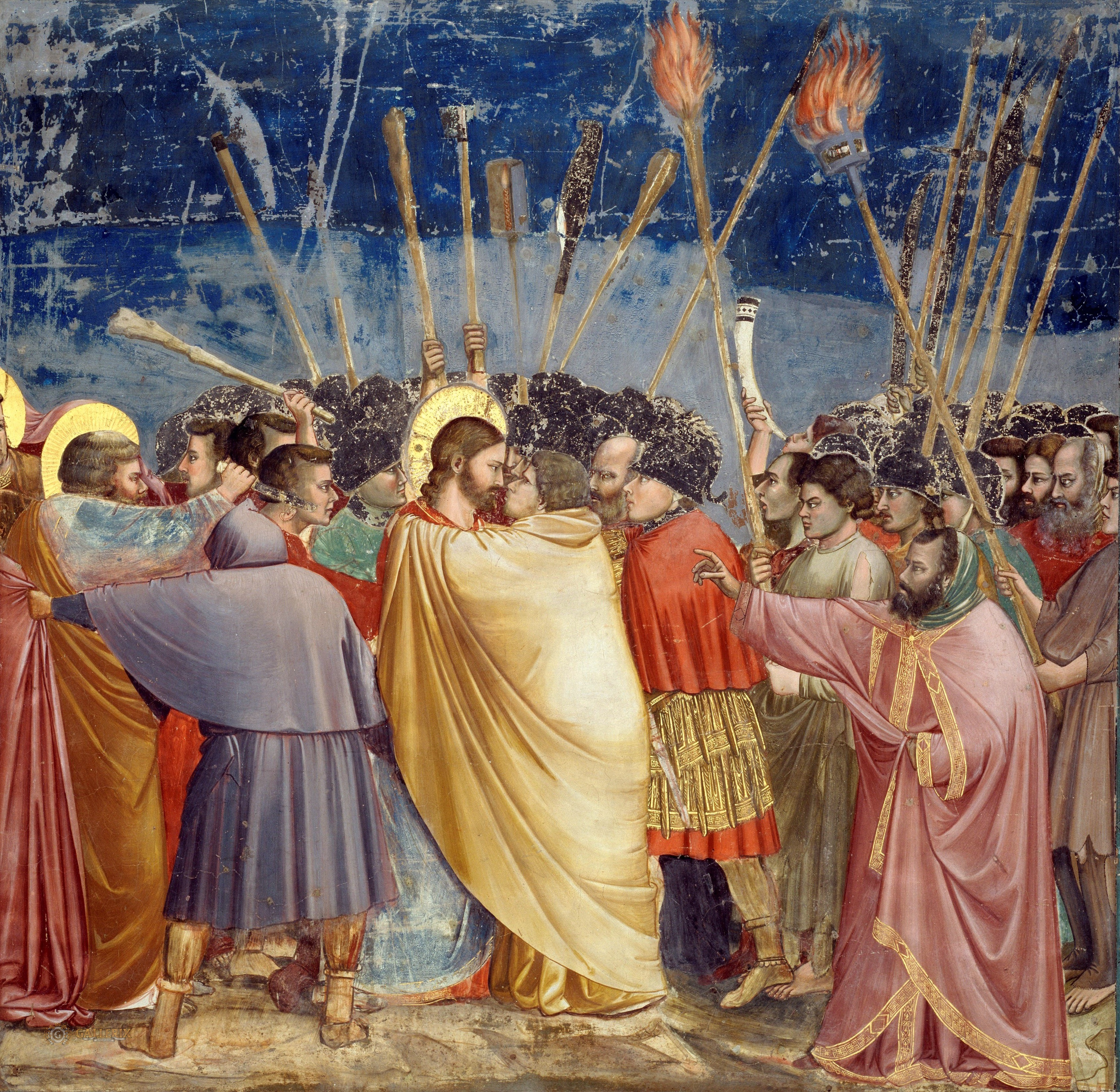
Giotto, Bacio di Giuda, affresco, 1303-1305 circa, Cappella degli Scrovegni, Padova

Il bacio di Giuda è un episodio narrato dai Vangeli Sinottici: salutando con un bacio Gesù, Giuda Iscariota lo identifica tra i discepoli, per permettere alle guardie inviate dal Sinedrio di arrestarlo. L'episodio è raffigurato in diverse opere d’arte. 
Dal desolato commento di Gesù, riportato da Luca : «Giuda, con un bacio tradisci il Figlio dell'uomo?», deriva il modo di dire, che indica una falsa manifestazione d'amicizia o d'affetto da parte di chi trama un danno o un tradimento.

## Nei Vangeli
L'episodio avviene nell'orto del Getsemani, dove Gesù pregava dopo l’Ultima cena. Marco e Matteo specificano che il bacio era il segnale convenuto tra Giuda e le guardie, per riconoscere Gesù ed arrestarlo, Luca lo dà per scontato, Giovanni omette completamente l'episodio del bacio di Giuda.
Vangelo secondo Matteo:
Vangelo secondo Marco:
Vangelo secondo Luca:

## Opere d’arte

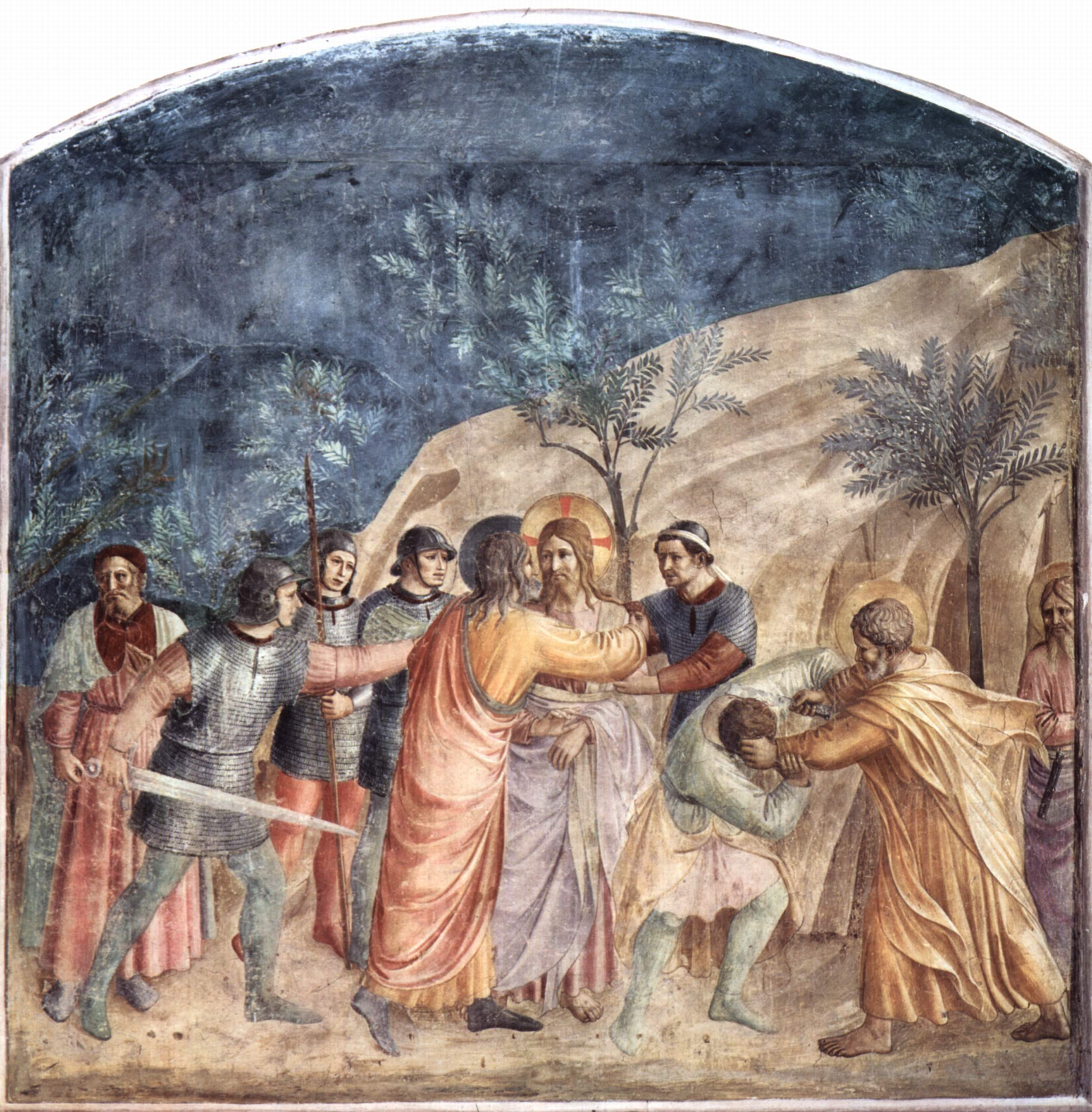
Il bacio di Giuda del Beato Angelico, Convento di S. Marco, Firenze

L'episodio è stato rappresentato in diverse opere di pittura e scultura:
- Bacio di Giuda, affresco di Giotto;
- Albero della Vita, dipinto di Pacino di Buonaguida: il bacio di Giuda è rappresentato nel quinto ramo;
- Bacio di Giuda, affresco del Beato Angelico;
- Cattura di Cristo, di Caravaggio;
- Bacio di Giuda, scultura lignea di Giuseppe Runggaldier.